# DOCSIS
DOCSIS (Data Over Cable Service Interface Specification) è uno standard internazionale sviluppato per agevolare la trasmissione di dati ad alta velocità attraverso le reti di comunicazione della televisione via cavo coassiale. Questo protocollo è stato progettato per fornire servizi di accesso a Internet, telefonia e televisione tramite connessioni via cavo, ed è ampiamente utilizzato sia in Europa (tranne che in Italia) che in Nord America. DOCSIS si è dimostrato un elemento cruciale per l'espansione delle reti cablate ad alta velocità, consentendo agli utenti di beneficiare di connessioni affidabili e veloci.

## Storia
Il protocollo DOCSIS ha una storia che affonda le radici negli anni '90, quando la necessità di migliorare l'accesso a Internet tramite reti via cavo divenne evidente. L'industria dei servizi via cavo iniziò a sviluppare DOCSIS per stabilire uno standard comune che potesse essere utilizzato da vari fornitori di servizi via cavo. La prima versione dello standard, DOCSIS 1.0, fu pubblicata nel marzo 1997 e sviluppata da CableLabs insieme ad altre azienda. Da allora, DOCSIS è stato oggetto di sviluppo continuo, con diverse versioni che hanno portato miglioramenti significativi in termini di prestazioni, sicurezza e funzionalità.

## Versioni
DOCSIS è un protocollo ampiamente adottato in tutto il mondo, con versioni specifiche per diverse regioni. In Europa, la versione EuroDOCSIS è stata adattata per soddisfare i requisiti delle reti cablate del continente. Le differenze tra le larghezze di banda esistono perché la TV via cavo europea è conforme agli standard PAL/DVB-C con larghezza di banda del canale RF di 8 MHz, mentre la TV via cavo nordamericana è conforme agli standard NTSC/ATSC che specificano 6 MHz per canale. La larghezza di banda del canale più ampia nelle architetture EuroDOCSIS consente di allocare più larghezza di banda un downstream (verso l'utente).
| Versione DOCSIS | Data di sviluppo | Velocità massima di downstream | Velocità massima di upstream | Caratteristiche |
| --------------- | ---------------- | ------------------------------ | ---------------------------- | --- |
| 1.0             | 1997             | 40 Mbit/s                      | 10 Mbit/s                    | Prima versione |
| 1.1             | 2001             | 40 Mbit/s                      | 10 Mbit/s                    | Aggiunte funzionalità VoIP e meccanismi QoS                                                                                           |
| 2.0             | 2002             | 40 Mbit/s                      | 30 Mbit/s                    | Velocità dati in upstream migliorata                                                                                                  |
| 3.0             | 2006             | 1 Gbit/s                       | 200 Mbit/s                   | Sostanziale incremento della velocità dei dati in downstream e upstream, introdotto il supporto a IPv6, introdotto il channel bonding |
| 3.1             | 2013             | 10 Gbit/s                      | 1–2 Gbit/s                   | Velocità dei dati downstream e upstream notevolmente aumentata, specifiche del canale ristrutturate                                   |
| 4.0             | 2017             | 10 Gbit/s                      | 6 Gbit/s                     | Velocità dei dati in upstream significativamente aumentati da DOCSIS 3.1                                                              |

Le versioni 1.0 e 1.1 sono state ratificate dallo ITU-T come standard J.112 Annex B, mentre le versioni successive fanno parte dello standard J.122.

## Diffusione
Il protocollo DOCSIS è usato in nordamerica e nei paesi europei dove la televisione via cavo è molto diffusa. In Italia l'accesso a Internet tramite protocollo DOCSIS non è mai stato implementato per via della scarsa diffusione della televisione via cavo in Italia, preferendo soluzioni DSL su rete telefonica e rete ottica passiva negli ultimi anni.